# 周天 (天文学)
周天指一个行星绕恒星一周的运动。天文学上以天球大圆三百六十度为周天。《逸周书·周月》中有记载：“日月俱起于牵牛之初，右回而行，月周天进一次而与日合宿。”《汉书·律历志下》中记载：“周天五十六万二千一百二十。以章月乘月法，得周天。”《礼记正义·卷十四·月令第六》郑玄注、孔颖达疏：“星既左转，日则右行，亦三百六十五日四分日之一至旧星之处。即以一日之行而为一度计，二十八宿一周天，凡三百六十五度四分度之一，是天之一周之数也。”